# Jaculina parallelata
Jaculina parallelata är en mossdjursart som först beskrevs av Campbell Easter Waters 1895.  Jaculina parallelata ingår i släktet Jaculina och familjen Jaculinidae. Inga underarter finns listade i Catalogue of Life.